# Mokhtar Mokhtar
Mokhtar Mokhtar (en árabe: مختار علي مختار‎; El Cairo, Egipto, 17 de agosto de 1954) es un exfutbolista y entrenador de fútbol de Egipto que jugaba en la posición de centrocampista.

## Carrera

### Club
| Periodo   | Club    |
| --------- | ------- |
| 1972-1975 | Esco SC |
| 1975–1984 | Al-Ahly |

### Selección nacional
Jugó para Egipto en 17 ocasiones de 1976 a 1980 y anotó tres goles; participó en la Copa Africana de Naciones 1976.

### Entrenador
| Periodo   | Club                       |
| --------- | -------------------------- |
| 1998–2000 | Al-Ahly B                  |
| 2000      | Al-Ahly                    |
| 2002–2003 | Ghazl El Mahalla SC        |
| 2005–2010 | Petrojet SC                |
| 2010      | Al-Masry SC                |
| 2010–2011 | Al-Wehda Mecca             |
| 2011–2011 | ENPPI Club                 |
| 2012      | Al-Oruba SC                |
| 2012–2013 | Dhofar Club                |
| 2013–2014 | Petrojet SC                |
| 2015      | Al-Masry SC                |
| 2016–2017 | Al Ittihad Alexandria Club |
| 2017–2021 | El-Entag El-Harby SC       |

## Logros

### Jugador
- Primera División de Egipto (6): 1975–76, 1976–77, 1978–79, 1979–80, 1980–81, 1981–82
- Copa de Egipto (4): 1977–78, 1980–81, 1982–83, 1983–84
- Copa Africana de Clubes Campeones (1): 1982
- Recopa Africana (1): 1984

### Entrenador
- Copa de Egipto (1): 2010-11
- Copa de la Liga de Omán (1): 2012-13